# 내 마음 가까이
내 마음 가까이(So Dear To My Heart)는 미국에서 제작된 해롤드 D. 슈스터 감독의 1948년 가족, 드라마 영화이다. 바비 드리스콜 등이 주연으로 출연하였고 월트 디즈니 등이 제작에 참여하였다.

## 줄거리
1903년 인디애나주를 배경으로 하는 이 영화는 바비 드리스콜이 연기한 제레미아 킨케이드가 어미에게 버림받은 검은 양 새끼를 키우려는 의지를 담은 이야기이다. 제레미아는 이 새끼 양에게 유명한 경주마 댄 패치(영화에도 등장한다)의 이름을 따서 대니라고 이름 붙인다. 제레미아가 대니를 파이크군 박람회에 출품하려는 꿈은 사랑스럽지만 고집 센 할머니 (뷸러 본디)의 완강한 반대를 이겨내야 한다. 제레미아의 든든한 동맹이자 친구인 하이럼 삼촌 (벌 아이브스)은 소년의 꾸준한 지지자이다. 애니메이션 인물들과 이야기에 영감을 받은 소년은 끈기 있게 노력한다.

## 출연

### 주연
- 바비 드리스콜
- 벨루아 본디
- 벌 아이브스
- 해리 캐리
- 레이몬드 본드

## 같이 보기
- 월트 디즈니 픽처스의 영화 목록